# Dương Đình Hợi
Dương Đình Hợi (1923 - 1948) là một nhà cách mạng Việt Nam.

## Cuộc đời
Dương Đình Hợi quê ở Phượng Cách, huyện Quốc Oai, tỉnh Sơn Tây (nay thuộc TP Hà Nội) tham gia phong trào Mặt trận Dân chủ Đông Dương tại Hà Nội từ năm 1938, gia nhập Đảng Cộng sản Đông Dương.
Năm 1940, ông được bầu làm Thành ủy viên Thành ủy Hà Nội. Năm 1942, bị thực dân Pháp bắt giữ, kết án 20 năm khổ sai và đày ra Côn Đảo.
Năm 1945, Việt Nam độc lập, ông cùng các đồng chí tù khổ sai được đón về đất liền, đảm nhiệm vai trò Bí thư Tỉnh ủy Gò Công.
Năm 1948, ông bị thực dân Pháp giết hại tại Gò Công.

## Vinh danh
Tên của ông được đặt cho một con đường tại phường Phước Long B, thành phố Thủ Đức, Thành phố Hồ Chí Minh với một tên sai là Dương Đình Hội.